# Caryota no
Espèce
Classification phylogénétique
Statut de conservation UICN

 LC  : Préoccupation mineure
Caryota no est une espèce de plantes du genre Caryota, de la famille des Arecaceae (ou Palmae, les palmiers).